# 千葉市立都小学校
千葉市立都小学校（ちばしりつみやこしょうがっこう）は、千葉県千葉市中央区都町に所在する、公立小学校。
2015年（平成27年）度現在、21学級と特別支援学級1学級、児童数668人    職員数33名。

## 沿革
- 1873年（明治6年）8月 - 矢作小学校として開校
- 1889年（明治22年）9月 - 千葉郡都村尋常小学校と改称
- 1908年（明治41年）4月 - 六方小学校併合
  - 12月 - 辺田(現所在地)に移転
- 1913年（大正2年）3月 - 高等科併設に伴い都村尋常高等小学校改称
- 1947年（昭和22年）5月 - 六三制実施に伴い都小学校改称(六方分教室の独立若松小学校となる)
- 1949年（昭和24年）12月 - ユニセフの給食モデル校となる
- 1981年（昭和56年）11月 - 千葉県教育功労賞団体賞受賞
- 1985年（昭和60年）3月 - 吹奏楽部全国最優秀校となり文部大臣賞受賞
- 1986年（昭和61年）8月 - 千葉県吹奏楽コンクール金賞
  - 9月 - 関東吹奏楽コンクール金賞
- 1996年（平成8年）11月 - ソニー教育振興財団優良校受賞
- 2014年（平成26年）8月 - 創立140周年

## 学校行事
- 4月 入学式
- 5月 田植え
  - 運動会
- 10月 陸上大会
- 1月  球技大会
- 3月 卒業式
  - 離任式

## 学区内町名
- 中央区
  - 都町
  - 矢作町
- 若葉区
  - 貝塚町
  - 加曽利町 等

## 周辺施設
- 千葉テレビ
- 青葉の森公園
- みやこ図書館

## アクセス
- 京成バス都小学校で下車徒歩1分
- 千葉駅から徒歩30分

## 向ノ台貝塚
都小学校の敷地内にはかつて縄文時代の貝塚「向ノ台貝塚」があった。1946年から1947年に発掘調査が行われ、貝塚は縄文時代早期からのものとされた。茅山式土器など縄文時代早期/前期の土器とハイガイやマガキなどの貝を主体とする貝塚である。貝塚内から見つかった竪穴建物跡や人骨は発見当時は日本最古級のものとされ、現在でも希少な縄文時代早期のものの一つとされている。貝塚は校舎建て替え工事などで消滅してしまったが、出土した縄文時代の人骨は東京大学総合研究博物館に保管されている。